# Pieter Neefs el Vell

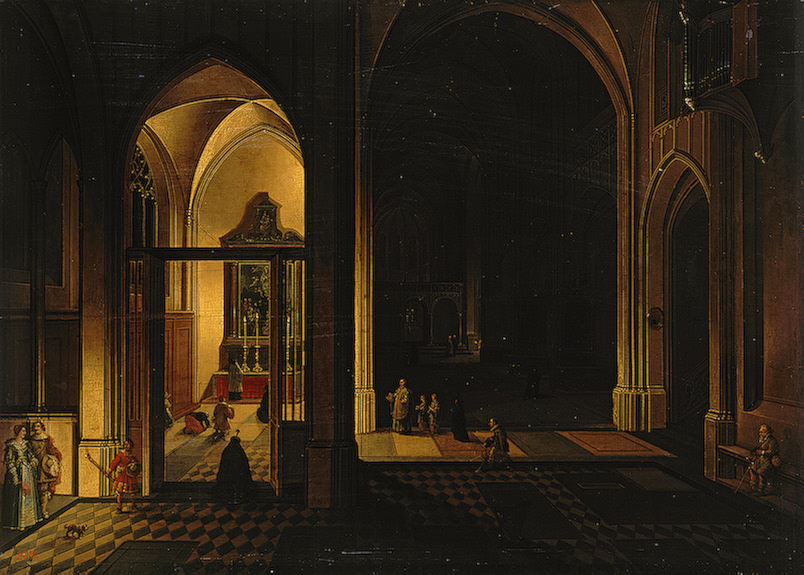
Interior d'una església gòtica de Pieter Neefs el Vell (1649)

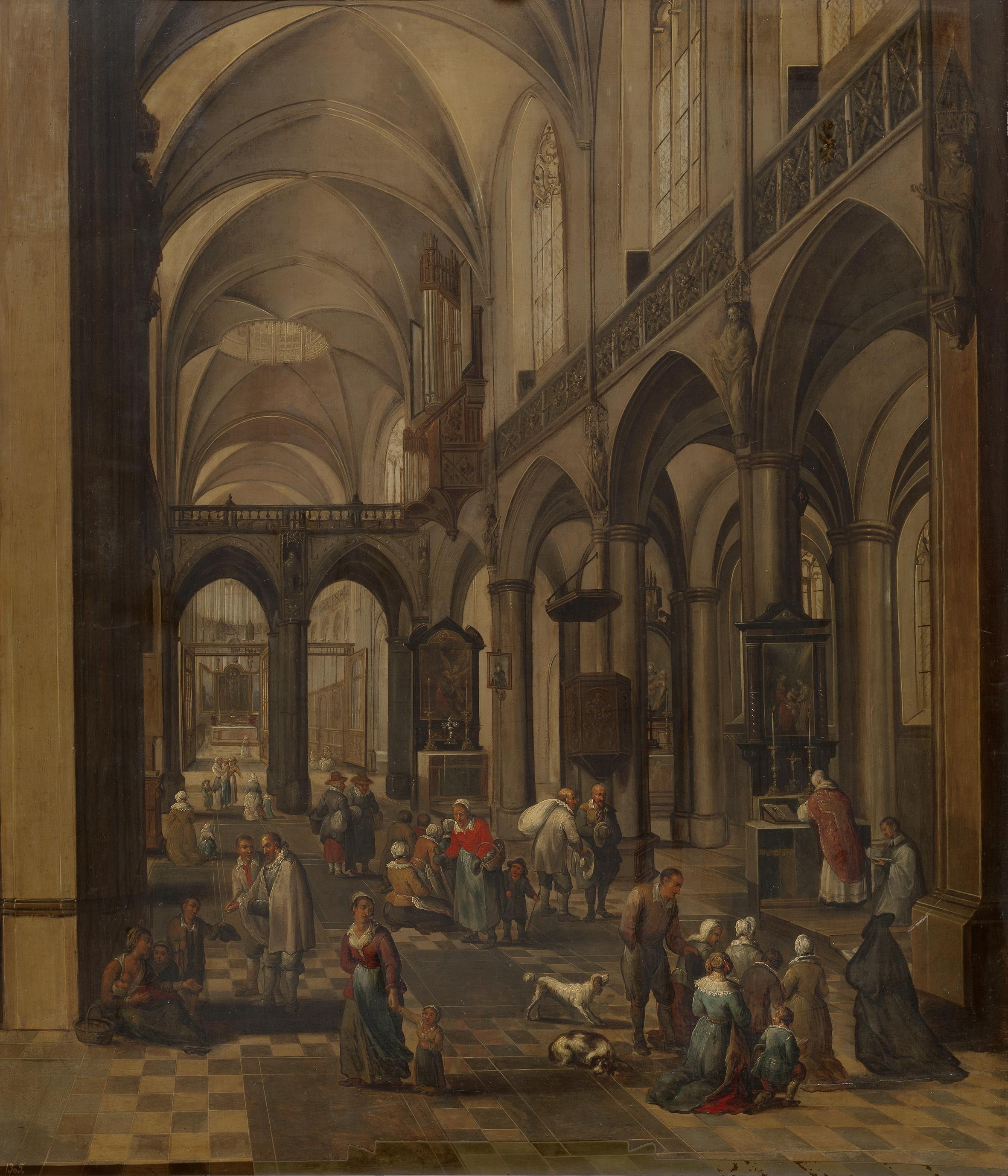
Interior d'una església flamenca (1a. meitat del segle XVII)

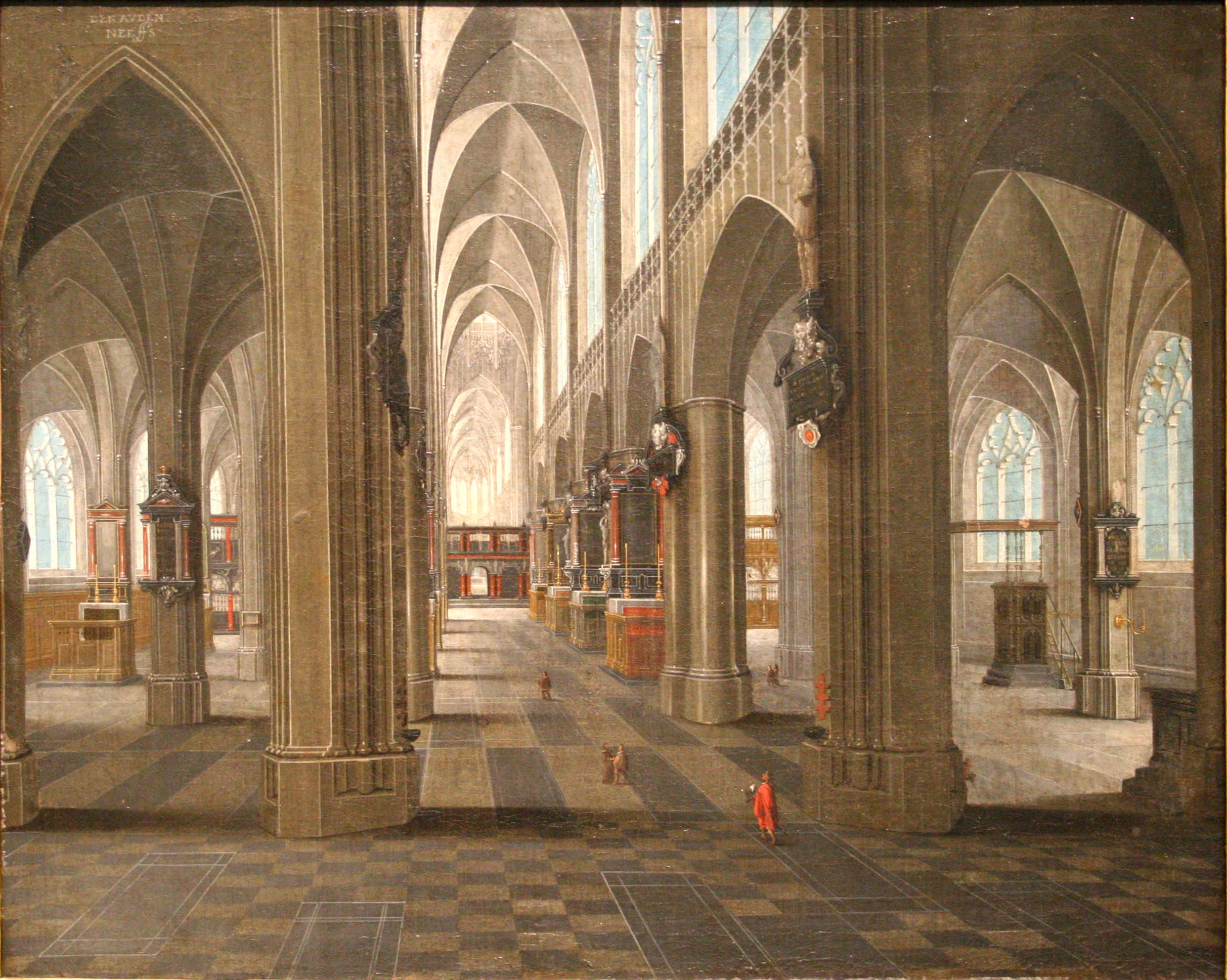
Vista interior de la Catedral d'Anvers de Pieter Neefs el Vell

Pieter Neefs el Vell (Anvers, 1576-1656/1661) fou un pintor i dibuixant flamenc, cap de la família de pintors del mateix cognom.

## Biografia
Com els seus dos fills, Pieter Neefs el Jove i Ludovicus Neefs, es va especialitzar en la representació d'interiors d'edificis, particularment esglésies. De Pieter el Vell hi ha poques dades corroborades, tot i que se li suposa nascut l'any 1576 a Anvers, on residia la família. La influència de Hendrick van Steenwijck en la seua obra permet conjecturar que es va formar amb aquest artista, a través del qual devia conèixer els estudis de perspectiva de Hans Vredeman de Vries que tant havien impressionat al mestre. Cap al 1609 o 1610 va ingressar al Gremi de Pintors de Sant Lluc i, de llavors ençà, va manifestar el seu interès per la representació d'interiors d'esglésies gòtiques, emprant models estereotipats. Algunes d'aquestes esglésies no han pogut ésser identificades (com les de la pinacoteca Gemäldegalerie Alte Meister de Dresden) per ésser imaginàries, però en molts casos es tracta de l'interior de l'Església de Sant Pau a Anvers (Rijksmuseum d'Amsterdam). Les tonalitats suaus i les sofisticades transicions entre els espais de llum i ombra són les principals característiques del seu estil. No es coneix amb exactitud la data de la seua mort (que s'ha de situar entre el 1656 -darrer any en què hi ha dades seues- i el 1661, quan Cornelis de Bie en parla en la seua Het gulden cabinet -Anvers, 1661-).

## Obres destacades
- Interior d'una església a Flandes, oli, 48 x 33 cm.
- Interior d'una església flamenca, oli, 72 x 84 cm.
- El viàtic a l'interior d'una església, oli, 80 x 51 cm.
- Interior d'una església: l'ofrena, pintura sobre taula, 25 x 34 cm.
- Interior d'una església: L'ofrena, oli, 34 x 25 cm.
- Església de Flandes: la missa, pintura sobre taula, 58 x 98 cm.
- Església a Flandes o La Missa, oli, 98 x 58 cm.[1]